# Progetto Steve
Il Progetto Steve è un elenco di scienziati con il nome Stephen o Steven o una sua variante (ad esempio Stefano, Stephanie, Stefan, Esteban, ecc.) e che "supportano l'evoluzione". È un gruppo originariamente creato dal National Center for Science Education (NCSE), come una "parodia ironica" dei creazionisti che hanno tentato di raccogliere un elenco di scienziati che "dubitano dell'evoluzione", come ad esempio l'elenco di scienziati di Answers in Genesis che accettano il racconto biblico della narrativa della creazione, o Genesi o del Dissenso scientifico dal darwinismo del Discovery Institute. L'elenco prende in giro tali sforzi, mentre chiarisce che "non volevamo fuorviare il pubblico nel pensare che i problemi scientifici siano decisi da chi ha la lista più lunga di scienziati!". Il livello di supporto all'evoluzione tra gli scienziati è molto alto; un sondaggio del 2009 del Pew Research Center ha rilevato che "Quasi tutti gli scienziati (97%) affermano che gli esseri umani e altri esseri viventi si sono evoluti nel tempo".
Nonostante la sua connotazione ironica e provocatoria, il progetto rappresenta un gruppo di scienziati autorevoli. Infatti, anche con la restrizione dell'elenco ai soli scienziati con nomi come "Steve", ovvero all'incirca l'1 percento degli scienziati, il Progetto Steve è più ampio e raccoglie molti più eminenti scienziati rispetto a qualsiasi elenco di creazionisti. In particolare, il Progetto Steve annovera molti più biologi rispetto agli elenchi creazionisti, con circa il 54% degli Steves elencati come biologi. La pagina web "Elenco di Steves" fornisce la lista completa aggiornata di tutti gli scienziati di nome "Steve" che hanno firmato l'elenco. Nel 2019 il progetto Steve aveva 1.439 firmatari.

## Dichiarazione
Per aderire al progetto i firmatari sono chiamati ad esprimere il loro accordo con una dichiarazione che definisce il pensiero alla base del progetto. Tale dichiarazione recita: 
 Ci sono state alcune lamentele sul fatto che l'affermazione abbia tralasciato le scienze geologiche, in cui anche l'evoluzione è un principio importante. Tuttavia, questa svista è stata notata troppo tardi ed è stato deciso che tornare indietro per correggerla sarebbe stato uno sforzo maggiore di quanto valesse la pena.

## Storia
Il progetto è stato nominato in onore del paleontologo Stephen Jay Gould (1941–2002). È iniziato nel 2003, con un comunicato stampa ufficiale il 16 febbraio 2003. Il comunicato stampa è stato pubblicato presso l'American Association for the Advancement of Science nel 2003 a Denver, in Colorado, dopo una conferenza di Lawrence Krauss intitolata "L'ignoranza scientifica come stile di vita: dalla Science Fiction a Washington all'Intelligent Design nelle classi scolastiche". Krauss fece l'annuncio ufficiale e indirizzò i giornalisti al direttore dell'NCSE Eugenie Scott, che era seduto tra il pubblico in prima fila.
L'obiettivo originale era quello di raccogliere le firme di 100 Steves, ma questo obiettivo fu raggiunto in circa 10 giorni. Entrambi i premi Nobel per la scienza di nome Steve - Steven Weinberg e Steven Chu (che da allora ha ricoperto il ruolo di Segretario dell'Energia nel Gabinetto di Barack Obama ) - sono stati tra i primi 100 "Steves". Oltre 200 "Steves" hanno aderito all'iniziativa nel primo mese. Mentre la notizia del Progetto Steve si diffondeva con il passaparola, un numero sempre crescente di "Steves" contattò l'NCSE e l'elenco continuò a crescere.
Il progetto Steve ha catturato l'attenzione dei media. Le prime coperture mediatiche arrivarono dal Washington Times, Science, l'Oakland Tribune e da un'intervista al direttore dell'NCSE Eugenie Scott da parte del giornalista scientifico australiano e conduttore radiofonico Robyn Williams per l'Australian Broadcasting Corporation nel programma radiofonico The Science Show. Lo Science Show ha incaricato Geoff Sirmai e David Fisher, autori della commedia musicale australiana "Comic Roasts" di scrivere la "Steve Song", una parodia di una canzone dei Monty Python, per il Progetto Steve. La canzone ha fatto il suo debutto nell'episodio di The Science Show, con l'intervista di Scott trasmessa dalla Radio Broadcasting Corporation australiana l'8 marzo 2003.
Stephen Hawking, professore lucasiano di matematica dell'Università di Cambridge, è stato il 300° Steve a firmare la lista. Al momento dell'annuncio del 21 aprile 2003, altri cinque si erano uniti per portare il numero totale di Steves a 305. Il 26 dicembre 2003, il giorno di Santo Stefano, il Progetto Steve era cresciuto fino a includere 400 scienziati.
Poco dopo il secondo anniversario del Progetto Steve, nel febbraio 2005, 543 "Steves" avevano firmato l'elenco. Un primo resoconto dello sviluppo del progetto ha occupato la prima pagina del giornale cittadino della città di Ottawa, segnando una prima pietra miliare. Il 12 settembre 2005, il 600° Steve firmò la lista. Il 16 febbraio 2006, terzo anniversario del lancio ufficiale del Progetto Steve, lo Steve-o-meter (indice che misura ironicamente il successo del progetto) si attestava a quota 700. Il 24 aprile 2007, l'elenco era cresciuto fino a 800 Steves. Nel febbraio 2009, il traguardo n. 1000 è stato assegnato al professore di ecologia e biologia evolutiva Steven P. Darwin (nessuna relazione con Charles). Le pietre miliari successive sono state #1100 il 25 agosto 2009, #1200 il 6 aprile 2012, e #1300 il 15 gennaio 2014.

## Reazioni
William Dembski, membro del Discovery Institute, la cui petizione "Dissenso scientifico dal darwinismo" contava otto persone di nome "Steve" o simili a luglio 2007, ha affermato che: 
 Ispirato dal Progetto Steve e motivato dalla copertura mediatica dell'elenco "Dissent From Darwinism " del Discovery Institute, durante il caso mediatico "Kitzmiller contro il distretto scolastico dell'area di Dover", l'archeologo R. Joe Brandon ha avviato nell'ottobre 2005 una petizione della durata di quattro giorni tramite il passaparola tra scienziati a sostegno dell'evoluzione. Durante questi primi quattro giorni di raccolta di adesioni di tale progetto, nominato Un Supporto Scientifico Per Il Darwinismo E Perché Nelle Scuole Pubbliche Non Si Insegni Il Design Intelligente Come Scienza, sono state raccolte 7733 firme verificabili di scienziati. Durante i quattro giorni della petizione, A Scientific Support for Darwinism ha ricevuto firme ad un tasso superiore del 697.000% rispetto alla petizione del Discovery Institute, Un dissenso scientifico dal darwinismo, secondo il suo iniziatore, R. Joe Brandon.